# Collège de sociologie
 (février 2020).
Si vous disposez d'ouvrages ou d'articles de référence ou si vous connaissez des sites web de qualité traitant du thème abordé ici, merci de compléter l'article en donnant les références utiles à sa vérifiabilité et en les liant à la section « Notes et références ».
Le Collège de sociologie est un collectif qui s'est constitué à l'initiative de Georges Bataille de novembre 1937 à juillet 1939 pour constituer une communauté savante et morale ayant pour objet l'étude et la propagation des sciences sociales. Le collège donnait des conférences publiques ; il a contribué à enrichir la vie intellectuelle française de l'entre-deux guerres et il a laissé des traces dans les travaux de nombreux chercheurs.

## Les objectifs
Dans le numéro 3/4 de la revue Acéphale, daté de juillet 1937 et titré Dionysos, paraissait en page 26 une « Déclaration relative à la fondation d'un “Collège de sociologie” ». Cette déclaration était signée, selon l'ordre alphabétique, de Georges Ambrosino, Georges Bataille, Roger Caillois, Pierre Klossowski, Pierre Libra, Jules Monnerot. Elle présentait sur trois points et en moins de 40 lignes les objectifs du Collège :
1. Les sciences sociales apparaissent comme un domaine prometteur mais leur audience reste encore limitée parce qu'elles se cantonnent à « l'analyse des structures des sociétés dites primitives, laissant de côté les sociétés modernes ». Ceci est probablement dû au « caractère nécessairement contagieux et activiste des représentations » que ce type de travail met en évidence.
2. Dans la mesure où ce domaine d'étude apparaît potentiellement virulent, ceux qui désirent développer ce type d'investigations pourraient se constituer en « une communauté morale » qui serait différente d'une simple communauté scientifique. Il s'agirait d'une communauté ouverte à tous ceux qui veulent apporter leur point de vue.
3. Ce type d'activité pourrait « recevoir le nom de sociologie sacrée, en tant qu'il implique l'étude de l'existence sociale dans toutes celles de ses manifestations où se fait jour la présence active du sacré. »

Une note précisait que la déclaration avait été rédigée au mois de mars 1937 et que l'activité du Collège commencera en octobre. La correspondance devait être envoyée à l'adresse de Georges Bataille, rue de Rennes à Paris.
Ainsi commençait ce que Denis Hollier décrit comme la constitution du « dernier groupe littéraire d'avant garde » qui n'allait vivre que deux ans mais qui, comme toutes les entreprises intellectuelles de Bataille, allait laisser des traces importantes dans l'évolution des idées en France. Cette entreprise constitue comme le qualifie justement Michel Surya la partie exotérique (c’est-à-dire publique) des activités de Bataille qui s'oppose à l'ésotérisme d'Acéphale qui se poursuivait par ailleurs.
Il faut d'emblée lever une ambiguïté : la sociologie du Collège paraîtrait bien exotique, voire suspecte, à un étudiant qui viendrait de découvrir cette discipline en lisant les auteurs inscrit au programme. C'est que les membres du collège ne se situaient pas comme des universitaires mais comme des passionnés. Avec plus ou moins d'intensité, ils voulaient tous influencer la société par le travail intellectuel, tenter de modifier le cours de l'Histoire, notamment lutter contre le spectre de la guerre qui se profilait de façon toujours plus précise. Leurs travaux n'en sont pour autant pas disqualifiés comme l'écho qu'ils trouveront ultérieurement le montre mais il faut entendre que leur sociologie était très extensive.

## Déroulement des séances
Le Collège tenait des réunions publiques à raison de deux réunions par mois (de l'automne au début de l'été) dans l'arrière boutique d'une librairie, rue Gay-Lussac. Ces réunions donnaient lieu à des exposés, suivant un programme défini annoncé pour l'année à venir. Certains de ces exposés sont publiés dans l'étude de Denis Hollier et se retrouvent également dans les œuvres publiées par leurs auteurs. D'autres interventions, orales, ne peuvent être évoquées que par les souvenirs ou les notes des participants, travail également établi par Denis Hollier.
La lecture des exposés montre que le Collège était travaillé par plusieurs courants contradictoires :
- Les nietzschéens militants dont Bataille était l'un des plus actifs.
- Le courant du personnalisme incarné par plusieurs membres de la revue Esprit avec notamment Denis de Rougemont, Paul Ludwig Landsberg, Moré.
- Les partisans de Kierkegaard avec Jean Wahl mais également Denis de Rougemont ou Pierre Klossowski;
- Les hégéliens comme Alexandre Kojève.
- Les ethnographes comme Michel Leiris, Roger Caillois.

Au delà ou en plus de ces divergences ou préférences théoriques, la communauté était traversée par des liens affectifs complexes :
- La passion quasiment militante de la plupart des participants qui étaient convaincus de pouvoir agir sur la société.
- Les divergences entre Roger Caillois et Georges Bataille qui n'excluaient pas une véritable estime au point que Caillois, malade, charge à plusieurs reprises Bataille de parler à sa place alors qu'ils ne sont pas d'accord.
- Les dissensions et les divergences d'objectifs entre Jules Monnerot et Georges Bataille qui conduiront le premier à ne pas citer Bataille dans ses travaux et à revendiquer ultérieurement la paternité réelle du projet.
- L'amitié forte entre Michel Leiris et Georges Bataille malgré les réticences que le premier éprouvait pour la notion de sacré à laquelle ne pouvait se limiter la sociologie, et qui l'ont conduit à n'avoir qu'une participation distante aux travaux[1].

Contrairement à d'autres entreprises de Bataille, le Collège de sociologie connut un réel succès public, si l'on s'en tient à l'aune du succès intellectuel. Denis Hollier signale que l'assistance était nombreuse et comportait souvent des personnalités marquantes de l'époque comme Julien Benda, Drieu La Rochelle, Walter Benjamin.
Malgré cet incontestable succès le Collège cessera ses activités en juillet 1939. Bataille prononce seul la dernière conférence, sur un ton très personnel pour « introduire dans les perspectives habituelles un maximum de désordre. » en accordant une large place aux notions d'érotisme et de mort. Les tensions qui partageaient les promoteurs du projet étaient devenues trop fortes et la guerre qui conduisit certains membres à l'exil porta le coup de grâce à ce qui reste une belle aventure intellectuelle française.

## La notion desacré
Cette dimension du sacré est au cœur de la démarche de Bataille. Il s'agit pour lui de définir ce qui maintient une communauté humaine et qui pourrait consister en un noyau qui médiatiserait les relations humaines. Ces thèses seront développées ultérieurement par Bataille dans La Littérature et le Mal. Dans cet ouvrage, il développe une idée centrale : ce qui lie les êtres humains c'est la mort. Mais « la mort individuelle n'est qu'un aspect de l'excès proliférateur de l'être. La reproduction sexuée n'est elle-même qu'un aspect, le plus compliqué, de l'immortalité de la vie gagée dans la reproduction sexuée. De l'immortalité, mais en même temps de la mort individuelle. »